# Якоб Накен
Якоб Накен (нім. Jacob Nacken; 15 лютого 1906  –  29 березня 1987) — німецький цирковий артист, який виступав у фрік-шоу в Європі та Сполучених Штатах як надзвичайно висока людина. Накен був найвищим солдатом німецької армії під час Другої світової війни зі зростом 2,21 м. Він знімався як гігантський Санта-Клаус на американському телебаченні та в фрік-шоу як найвища людина у світі.

## Раннє життя
Накен народився 15 лютого 1906 року в Дюссельдорфі (Німеччина). Обоє його батьків були 1,8 м заввишки. Його сестра Джозефіна виросла до 1,8 м; його на два роки молодший брат Вільгельм виріс до 1,93 м; його інший брат, старший за Накена на вісім років, мав 2,01 м зросту.

## Середній вік і кар'єра
Накен почав свою кар'єру в шоу-бізнесі, виступаючи в ролі «Урана» і «гіганта з Рейнланду» в німецькому мандрівному цирку. Його називали найвищою людиною Німеччини і вважали найвищою людиною світу на той час. У дорослому віці Накен носив черевики 17 розміру. У нього були синці на голові від ударів об дверні прорізи, які були побудовані для людей нормального зросту.
Він виступав у 1922 році у Луна-парку, парку розваг у Парижі. Накен став всесвітньо відомим своїм зростом 2,21 м та брав участь у Всесвітній виставці в Нью-Йорку 1939 року.
Він повернувся до Німеччини на початку Другої світової війни і його негайно призвали в армію, ставши найвищим солдатом в історії. У серпні 1944 році стрілецька бригада з 250 солдатами, де служив Накен, була захоплена в полон у Кале на заході Франції. Накена і його товаришів вивезли до Англії, де вони залишалися до кінця війни.
У серпні 1949 року у газетах вийшла стаття, де Накен висловив бажання покинути Німеччину і переїхати до Сполучених Штатів. Сестра Накена, яка вже жила в Сполучених Штатах, підготувала місце для нього та його дружини в Патерсоні, Нью-Джерсі . Накен і його дружина емігрували до Сполучених Штатів на кораблі SS Atlantic з Генуї, Італія, прибувши в порт Нью-Йорка 6 грудня 1950 року
Накен шукав роботу, яка б відповідала його статусу. Завдяки газетним фотографіям і пате-кінохроніці він був добре відомий. Протягом грудня 1949 року працював Санта-Клаусом. Діти могли ходити між його ніг, і його назвали найвищим у світі Сантою. Накен знявся у фільмі «Ріплі: Вірте чи ні!» як найвища людина у світі. Він з'явився на кількох телевізійних шоу як знаменитість.

## Особисте життя
10 серпня 1927 року у Брюсселі Накен одружився з Марією з Кематен-ан-дер-Іббс (Австрія). Вона сягала 1,73 м заввишки.
16 грудня 1955 року він став громадянином США .

## Пізніше життя і смерть
Востаннє Накен виступав як «найвища людина світу» в 1959 році у виставі Ripley's Odditorium на Бродвеї. Він помер у Європі у віці 81 року

## Галерея

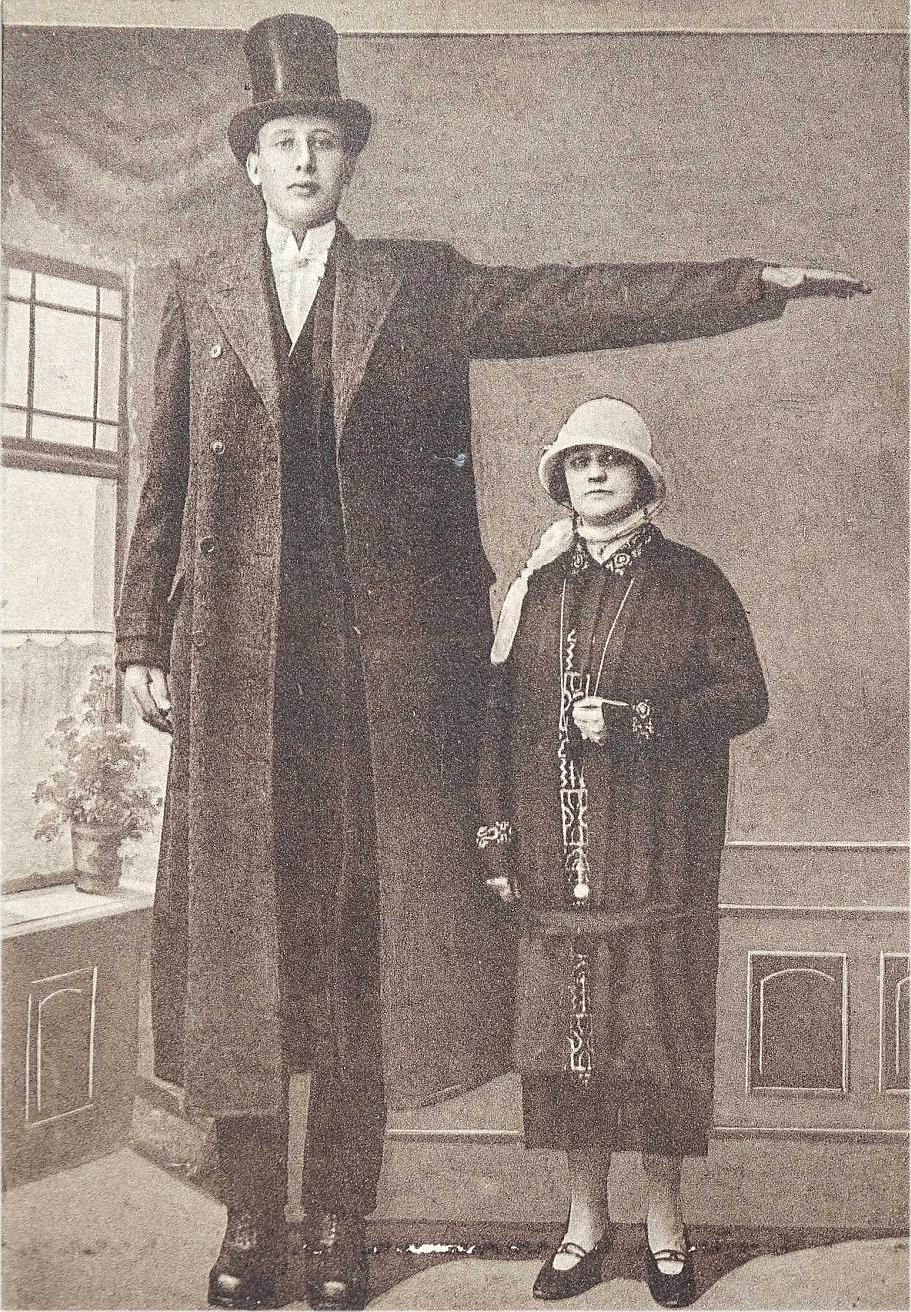
Якоб Накен у віці 16 років у 1922 році
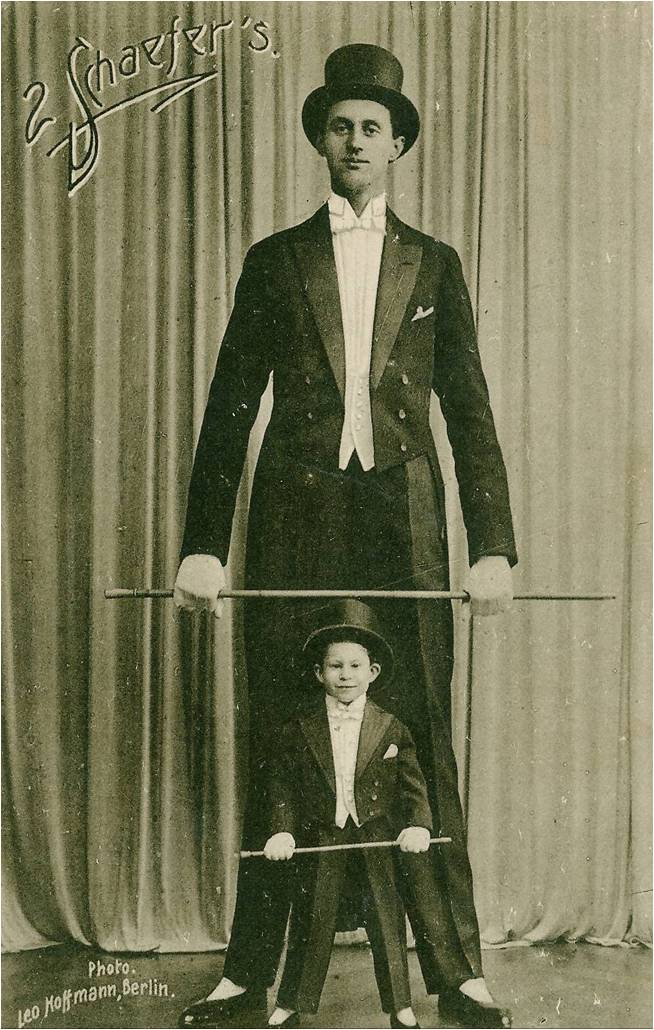
Накен у віці 17 років у ролі циркового акробата з хлопцем-асистентом
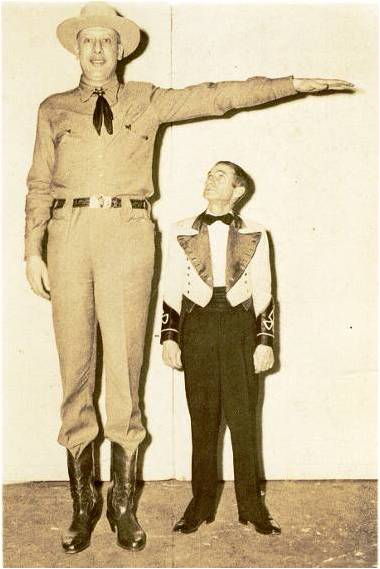
Накен у віці 18 років (1924 рік)
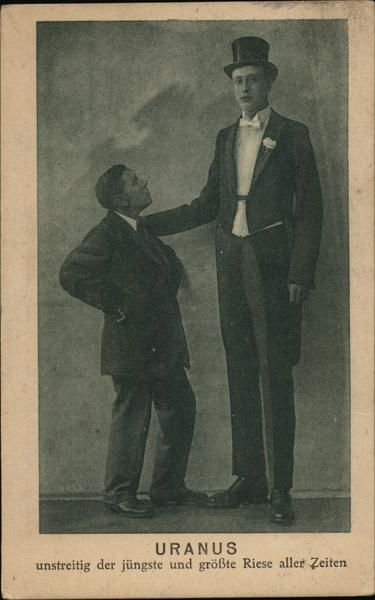
Накен у німецькому цирку як у ролі "Урана" у віці 19 років
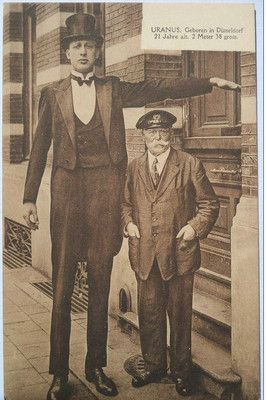
Накен, 21 рік.
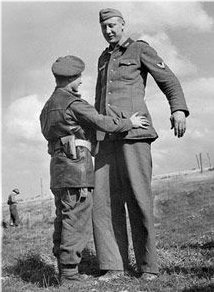
Накен захоплений у полон у Кале, Франція, у 1944 році, коли йому було 38 років